# Джордж, Тайрик
Тайрик Эрон Дилейли Юсуфф Джордж (англ. Tyrique Aaron Delali Yusuff George; родился 4 февраля 2006, Лондон, Англия) — английский футболист, вингер клуба «Челси».

## Клубная карьера
Тайрик Джордж родился в Лондоне и в 2014 году попал в академию «Челси». 15 апреля 2024 года впервые попал в заявку основной команды клуба на матч Премьер-лиги против «Эвертона», однако на поле не появился. 17 июня 2024 года Джордж продлил контракт с «Челси» до 2027 года. 29 августа 2024 года в матче квалификации Лиги конференций против швейцарского клуба «Серветт» Джордж дебютировал за «пенсионеров». 3 октября 2024 года сыграл в общем этапе Лиги конференций, выйдя на замену в матче против «Гента». 10 апреля 2025 года забил свой первый гол за «Челси» в матче плей-офф Лиги конференций против польской «Легии».

## Карьера в сборной
Выступал за сборные Англии до 16, до 17, до 18 и до 19 лет.

## Достижения
«Челси»
- Победитель Лиги конференций УЕФА: 2024/25
- Победитель Клубного чемпионата мира: 2025